# Isocladosoma
Isocladosoma – rodzaj dwuparców z rzędu węzławców i rodziny węzławcowatych.
Dwuparce te mają małe lub przeciętne jak na plemię rozmiary oraz tułów zbudowany z 20 słabo do umiarkowanie przewężonych pierścieni. Głowa jest wyposażona w średniej długości, wyraźnie buławkowate czułki o członach prawie stożkowatych lub odwrotnie stożkowatych. Ciemię samca jest poprzecznie spłaszczone, zaś samicy równomiernie wypukłe. Metazonity są bezwłose, o gładkich powierzchniach. Wyraźnie wgłębione bruzdy poprzeczne występują od piątego pierścienia tułowia. Paranota są słabo rozwinięte. Od czwartego do siódmego pierścienia występują słabe kile boczne (pleuralne). Piąty pierścień ma na sternicie wyrostki między przednią parą odnóży. U samca pierwsza para odnóży jest powiększona i ma wyraźny guzek na spodzie ud. W gonopodach samca biodra są krótkie i tęgawe, dystalna granica jajowatego przedudzia biegnie prawie poprzecznie do osi telopoditu, ustawienie przedudzia w stosunku do akropoditu jest dość wąskokątne. Akropodit od nasady podzielony jest na trzy części: szerokiego solenomerytu o prostej budowie i nieco szpatułkowatym wierzchołku, ostro zakończonego wyrostka udowego i prętowatej lub wyposażonej w połowie długości w kolcowaty wyrostek stopogoleni, natomiast część udowa akropoditu jest zachowana w formie szczątkowej.
Wije znane wyłącznie z Australii.
Takson ten wprowadzony został w 1984 przez C.A.W. Jeekela. Należą tu 3 opisane gatunki, różniące się głównie budową stopogoleni gonopodów:
- Isocladosoma guttatum Jeekel, 1984
- Isocladosoma maculatum Jeekel, 1984
- Isocladosoma pallidulum Jeekel, 1984